# 普罗旺谢尔-莱达尔内
普罗旺谢尔-莱达尔内（法語：Provenchères-lès-Darney，法語發音：[pʁɔvɑ̃ʃɛʁ lɛ daʁnɛ]，意为“达尔内附近的普罗旺谢尔”）是法国大東部大區孚日省的一个市镇，属于埃皮纳勒区。该市镇2009年时的人口为159人。

## 人口
普罗旺谢尔-莱达尔内人口变化图示
| 数据来源：INSEE |